# 謝燦輝
謝燦輝（1958年2月18日—），臺灣政治人物，生於宜蘭縣冬山鄉得安村，民主進步黨黨籍。蘭陽技術學院健康休閒管理系畢業、佛光大學社會學系研究所碩士，曾任第18屆冬山鄉鄉民代表會主席、第17屆冬山鄉鄉民代表會副主席等職。

## 從政經過
謝燦輝原為一名商人，棄商從政起因於住家附近一片雜草叢生且光線不良的荒地。他數次向地方民意代表爭取設置路燈屢屢遭拒。後來有位婦女路經該地遭搶十幾萬元會錢，謝燦輝的正義感促使他參選冬山鄉鄉民代表，之後，他陸續擔任冬山鄉第17屆鄉民代表副主席及第18屆主席，2015年連任選上第17屆冬山鄉鄉長。

## 表態爭取民進黨宜蘭縣長黨內初選
2016年11月14日，謝燦輝曾公開表態爭取宜蘭縣縣長民進黨黨內初選。半年後，冬山鄉鄉長謝燦輝、員山鄉鄉長江永和及三星鄉鄉長黃錫墉三位，組成「三鄉合作聯盟」。黃錫墉認為若三位首長彼此各自參選，對民進黨不好，主張共推一人參選。隔天上午11點，三人宜蘭縣政府門口前宣佈結盟，將推派一人參選宜蘭縣縣長。2017年7月5日，三人拜會前宜蘭縣縣長游錫堃，請益游前縣長對宜蘭縣各方面建設的看法，並詢問宜蘭縣縣政未來方向。隔週，三位鄉長在宜蘭縣政府門口，正式共推謝燦輝參加民進黨宜蘭縣縣長黨內初選

## 民進黨爭取宜蘭縣長黨內初選候選人
- 謝燦輝：現任宜蘭縣冬山鄉鄉長
- 陳歐珀：現任立委
- 江聰淵：現任宜蘭市長（已於2017年11月23日退出，登記參加下屆宜蘭市長）

## 其他黨籍宜蘭縣長參選人
- 林姿妙：現任羅東鎮鎮長（國民黨黨員）。
- 呂國華：前宜蘭縣縣長（國民黨黨員）。
- 林信華：前宜蘭縣副縣長（前國民黨黨員，現為無黨籍獨立候選人）。

## 外部連結
- 謝燦輝FB粉絲專頁
- 冬山鄉公所（页面存档备份，存于）